# Emil Bobu
Emil Bobu (ur. 22 lutego 1927 w Vârfu Câmpului, zm. 12 lipca 2014 w Bukareszcie) – rumuński polityk komunistyczny. Członek Rumuńskiej Partii Komunistycznej od 1945 r.
Działał początkowo w lokalnych strukturach partyjnych w Jassach, będąc pracownikiem kolei. W 1950 r. został pracownikiem Ministerstwa Sprawiedliwości. Następnie w latach 1965–1972 był pierwszym sekretarzem PCR w okręgu Suczawa. W 1972 r. powrócił do Bukaresztu, zostając doradcą sekretarza generalnego PCR. W latach 1979–1981 minister pracy. Do upadku dyktatury Nicolae Ceaușescu był jednym z jego najbliższych współpracowników. Świadczy o tym fakt, że Bobu był jednym z pasażerów helikoptera, którym Ceaușescu uciekł z budynku Komitetu Centralnego PCR 22 grudnia 1989 r. Poza funkcją wicepremiera, którą piastował w latach 1980–1982 zajmował mniej eksponowane stanowiska, niemniej uważany jest za „szarą eminencję” reżymu Ceaușescu. Po upadku dyktatury początkowo skazany na karę śmierci, zamienioną następnie na kilkuletnie więzienie.